# Retortamonas intestinalis
Retortamonas intestinalis – gatunek wiciowca, występującego w dwóch formach:
- Trofozoit – długość 4–9 μm, szerokość 3–4 μm, ma gruszkowaty lub wrzecionowaty kształt (tylny biegun charakterystycznie wydłużony). Okrągłe jądro komórkowe zlokalizowane jest bliżej przedniego bieguna, kariosom znajduje się w jego centrum, zaś chromatyna skupiona jest w dużych grudkach. Przed jądrem znajdują się 2 kinetosomy (z których wychodzą 2 wici wolne), a obok głęboki otwór gębowy. W cytoplazmie znajduje się wiele wodniczek pokarmowych.
- Cysta – długość 4,5–7 μm, szerokość 3–4,5 μm, kształt nadaje jej podwójnie konturowa otoczka. Jądro komórkowe o strukturze identycznej jak w trofozoicie. Ma również zawiązek otworu gębowego.

## Ekologia
Gatunek kosmopolityczny. Występuje we wszystkich krajach świata.

## Chorobotwórczość
Jego postacią inwazyjną jest najczęściej cysta, choć czasami może być nią także trofozoit. Wrota zakażenia stanowi jama ustna. Pasożyt rozprzestrzenia się drogą pokarmową, chociaż możliwe jest również zarażenie od innej osoby zakażonej. Jego chorobowość (prewalencja) w Polsce wynosi ~1%. Występuje najczęściej u osób cierpiących na przewlekły nieżyt jelita grubego.
Cysty występują w świetle końcowego odcinka jelita cienkiego lub początku jelita grubego. Gatunek ten rozmnaża się poprzez uwalnianie z cysty trofozoita.